# Астана (станция)
Астана (каз. Astana-1) — железнодорожная станция Казахстанских железных дорог, расположенная в столице Казахстана, городе Астане. Здесь располагался главный железнодорожный вокзал города до ввода нового вокзала Нурлы Жол в 2017 году.

## История
Первый поезд в Акмолинск прибыл 8 ноября 1929 года. В 1931 году станцию Акмолинск ввели в эксплуатацию, был построен двухэтажный вокзал на 380 пассажиров общей площадью 1 318,8 м².
С постройкой 1939 году железнодорожной линии Акмолинск — Карталы город превратился в крупный транспортный узел, административный центр Целинного края, объединяющий шесть областей Северного Казахстана.
В связи со стремительным развитием города и станции в 1961 году был построен по тем временам большой многофункциональный вокзал на 500 пассажиров общей площадью 5.260 квадратных метров. Он считался самым большим вокзалом в Казахстане. Здание возвели строители треста «Целинтрансстрой».
В марте 1962 года станцию Акмолинск переименовали в станцию Целиноград.
Станция была одной из крупнейших на Казахской железной дороге. Через неё ежесуточно следовало более 20 пар только пассажирских поездов. И в 1964 году старая часть вокзала была реконструирована, достроены кассовый зал, комнаты отдыха для пассажиров.
В 1977 году началась электрификация на участке Целиноград — Еркиншилик.
В 1990 году дополнительно было введено в эксплуатацию новое высотное здание вокзала. Основной показатель мощности вокзала возрос до 1 800 пассажиров.
С 2001 года станция Астана. Большую реконструкцию перенёс вокзал в 2004 году, после которой вместимость вокзала увеличилась на 300 мест. Среднесуточная пропускная способность вокзала составила 5,2 тыс. пассажиров, фактическое отправление — 4,8 тыс. пассажиров.
В начале апреля 2019 года станция Астана-1 переименована в станцию Нур-Султан-1, а станция Астана — Нұрлы жол в Астана Нурлы Жол. В январе 2024 года станция Нур-Султан-1 была переименована в Астану. 

## Галерея
| - Паровоз-памятник на территории вокзала Астана. - Главный зал вокзала Астана. - Состав Тальго-Тулпар на перроне вокзала. |